# Ampelisca ctenopus
Ampelisca ctenopus är en kräftdjursart. Ampelisca ctenopus ingår i släktet Ampelisca och familjen Ampeliscidae. Inga underarter finns listade i Catalogue of Life.